# Ruygentaler
Ruygentaler is een Nederlandse rauwmelkse kaas. De kaas lijkt op Franse of Zwitserse Emmentaler De Ruygentaler wordt sinds februari 2010 gemaakt op kaasboerderij de Ruyge Wyde in Oudewater. 
Het recept voor de kaas werd ontwikkeld door de familie Van Vliet op de kaasboerderij. Deze had gemerkt dat op Duitse markten kaas met grote gaten in de smaak viel.

## Etiket
De Ruygentaler heeft een grijze coating, en een blauw bedrukt label met Zwitserse accenten. Een volledige kaas weegt 13 kilogram, en moet twee maanden rijpen.

## Gezondheid
Het voedingscentrum in Nederland ontraadt jonge kinderen, ouderen en zwangere vrouwemn het eten van zachte rauwmelkse kazen zoals bepaalde soorten brie, roquefort, gorgonzola en camembert, zeker rauwmelkse gerijpte schimmelkazen.   Ruygentaler is echter een halfzachte kaas. 